# Фёдорова, Полина Владимировна
Полина Владимировна Федорова (18 января 1995 года) — российская профессиональная баскетболистка, выступающая за команду «Динамо» (Москва). Мастер спорта России.

## Карьера
Воспитанница московской спортшколы «Глория». В ней она занималась под руководством Андрея Гришина. Трижды Федорова становилась победительницей Первенств России (2008, 2009, 2010). В Премьер-Лиге баскетболистка дебютировала в сезоне 2014/2015 в составе ивановской «Энергии». Вместе с ней она участвовала в Кубке Европы. Позднее выступала за ряд других коллективов из элиты. В июле 2020 года перешла в клуб «Спарта&К». Летом 2022 года подписала контракт с одним из ведущих клубов страны - сыктывкарской «Никой».
В разные годы Полина Федорова выступала за сборные России различных возрастов.

## Достижения
- Серебряный призер Чемпионата Европы U18 (1): 2012.
- Серебряный призёр чемпионата России (1): 2023/2024.
- Бронзовый призер Кубка России (2): 2017/2018, 2021.